# Ernst Walter Joachim
Ernst Walter Joachim (* 3. Jänner 1901 in Wien; † Dezember 1976 in New York City), bekannt unter seinem Spitznamen Walter Jokl, war ein österreichischer Fußballspieler auf der Position des Torwarts. Seit seinem Debüt im Alter von 16 Jahren und 305 Tagen ist Joachim der jüngste Spieler in der Geschichte der österreichischen Nationalmannschaft.

## Biographie
| Saison  | Platz | Spiele |
| ------- | ----- | ------ |
| 1915/16 | 7.    | 11     |
| 1916/17 | 8.    | 18     |
| 1917/18 | 8.    | 16     |
| 1918/19 | 6.    | 14     |
| 1919/20 | 2.    | 12     |
| 1920/21 | 2.    | 16     |
| 1921/22 | 4.    | 13     |
| 1922/23 | 2.    | 20     |

Ernst Walter Joachim wurde am 3. Jänner 1901 in der Förstergasse 7 im Wiener Stadtbezirk Leopoldstadt als Sohn von Arthur Joachim (1864–1944) und dessen Ehefrau Jenny geb. Rottenstein (1874–1966) geboren. Er war jüdischer Abstammung, jedoch später aus dem Judentum ausgetreten.

### Vereinskarriere und in der Nationalmannschaft
Am 5. Dezember 1915 debütierte der 14-jährige Joachim für den Wiener Amateur-Sportverein in der Meisterschaft. Bei der 0:4-Niederlage gegen den späteren Meister Rapid Wien „bewährte [er] sich auf das Beste und rettete viele schwierige Situationen“. In dieser Zeit wurden viele Spieler der „Violetten“ vom Heer eingezogen, unter ihnen auch Torhüter Viktor Gefäll, sodass viele Spieler der Jungmannschaft nachrücken mussten. Zur Rückrunde der Saison 1915/16 gehörte Joachim bereits dem Stammpersonal der Kampfmannschaft an. In den folgenden Jahren konnte der Wiener seinen Platz im Tor der Amateure behaupten, wegen seiner Eskapaden – so soll Joachim einmal über einen Gegentreffer verärgert während eines Spiels das Feld verlassen haben – war er allerdings auch zeitweise von Wilhelm Meisl verdrängt worden. Den Spitznamen „Jokl“ hatte er schon in jungen Jahren als Verballhornung seines Nachnamens erhalten. In einem Wettspiel im November 1918 kam Joachim als Mittelstürmer zum Einsatz und erzielte dabei einen Treffer. 1920, 1921 und 1923 wurde Joachim mit den „Violetten“ dreimal hinter Rapid österreichischer Vizemeister, am 20. Mai 1923 bestritt er gegen Hertha Wien (4:0) sein 120. und gleichzeitig letztes Meisterschaftsspiel. Im Sommer 1923 verpflichteten die Amateure den Torhüter Theodor Lohrmann von der SpVgg Fürth, der fortan zum Stammkeeper wurde. Im April 1924 beteiligte sich Joachim aktiv an der Gründung der „Wiener Corinthians“, einer losen Vereinigung zur Bewerbung des Amateursports. Im März 1925 kam er zu einem Freundschaftsspiel-Einsatz für den Wiener AF, spielte in der Folgewoche jedoch wieder für die Reservemannschaft der Amateure. Mitte 1926 war Joachim als Torhüter der Reservemannschaft des Wiener AC aktiv, im folgenden Jahr in der Akademikermannschaft von Austria Wien.
Durch seine „wiederholt gezeigten glänzenden Leistungen in Klubspielen“ kam Joachim am 4. November 1917 beim Länderkampf der österreichischen Nationalmannschaft gegen Ungarn im Alter von 16 Jahren und 305 Tagen zu seinem ersten Länderspiel, wodurch er Georg Heiß als jüngsten ÖFB-Teamspieler der Geschichte ablöste; dieser Rekord fand in der zeitgenössischen Presse keine Erwähnung. Seine Debüt-Leistung bei der 1:2-Niederlage unter Nationaltrainer Heinrich Retschury beschrieb das Fremden-Blatt mit den Worten:

„Der junge Tormann Jokl hielt leider nicht das, was man sich versprochen hatte. Er schien etwas nervös zu sein und verdarb durch schlechtes Placieren einen ziffernmäßigen Sieg Oesterreichs.“

Joachim kam dessen ungeachtet zu weiteren Länderspielehren und hütete das Tor am 23. und 26. Dezember 1917 gegen die Schweiz (1:0 und 2:3). Bei seinem vierten und zugleich letzten Länderkampf vertrat Joachim am 6. April 1919 den Floridsdorfer Gustav Kraupar; das Spiel der Deutschösterreicher gegen Ungarn vor über 50.000 Zuschauern ging wie bereits Joachims Premierenspiel mit 1:2 verloren.

### Trainerkarriere und späteres Leben
Anfang Dezember 1931 ging Joachim ins sizilianische Catania, um als Trainer des dort beheimateten S.S. Catania zu arbeiten. Den in der drittklassigen Prima Divisione spielenden Verein übernahm er von seinem Vorgänger Nicola Papa. Catania geriet in größere finanzielle Schwierigkeiten, sodass Joachim bereits zehn Wochen später und nach neun absolvierten Ligaspielen in die Heimat zurückkehrte und Giacinto Bavazzano den Verein übernahm. Im Jänner 1933 übersiedelte der Österreicher ins ägyptische Port Said und übernahm die Trainerstelle beim Port Fouad SC, dem einzigen internationalen Verein der Stadt. Dank sportlicher Erfolge des Clubs hatte Joachim diese Stelle auch im Mai 1934 noch inne. Während dieser Zeit stand er in regelmäßigem Kontakt mit seinem Trainerkollegen Viktor Hierländer in Alexandria. 1939 war Joachim in Port Said als Handelsangestellter tätig, auch während des Zweiten Weltkriegs kehrte er auf Anraten der Mutter nicht in die österreichische Heimat zurück. Nach Kriegsende lebte Joachim einige Jahre lang in England und arbeitete dort in einem Buchverlag. Im November 1950 brach er schließlich mit einem Dampfer von Port Said aus nach New York City auf, wohin seine Schwester Käthe Guth (1896–2004) bereits in den frühen 1920er Jahren emigriert war. „Ernest Joachim“, wie er sich in den Vereinigten Staaten schrieb, arbeitete fortan bis zu seiner Pensionierung in einer Spitalverwaltung im Stadtteil Manhattan. Er starb im Dezember 1976 im Alter von 75 Jahren in New York City.
Über den Lebensweg Joachims war lange Zeit wenig bekannt. Seit seinem Debüt im Oktober 2009 galt David Alaba als jüngster Teamspieler der österreichischen Nationalmannschaft (17 Jahre und 112 Tage), zuvor war diese Ehre dem Landsmann Hans Buzek 54 Jahre lang zuteilgeworden. Im April 2020 veröffentlichte Der Standard seine Recherchen zum Geburtsdatum und über das Leben Joachims, wonach diesem bereits seit mehr als 102 Jahren der Rekord als jüngster Nationalspieler des Landes gehört. Obwohl das korrekte Geburtsdatum seit 2014 in verschiedenen Datenbanken eingetragen war, hatte niemand die vermeintliche Bestmarke Alabas in Zweifel gezogen.